# Haras São José e Expedictus
O Haras São José e Expedictus é o mais antigo estabalecimento de criação do cavalo de corrida da raça Puro Sangue Inglês. Com mais de um século de existência e de sucesso, foi fundado em 1906, no município paulista de Rio Claro, pelo médico e senador estadual Francisco Vilella de Paula Machado casado com Sebastiana de Mello Franco, esta neta do primeiro Visconde de Rio Claro, e por seu filho Linneo de Paula Machado.

## História
Em 1894, Linneo foi para Paris e ficou lá estudando até 1903, e durante esse tempo não perdia uma só corrida de cavalos. De volta ao Brasil, Linneo pediu ao seu pai Francisco para comprar cavalos de corrida para criar na fazenda São José de propriedade da familia. Seu pai também era apaixonado por cavalos e em 1906 fundou o Haras São José em Rio Claro, São Paulo.
Linneo de Paula Machado casou em 1911 com Celina Guinle de Paulo Machado, e foram pais de Cândido, Francisco Eduardo e de Linneo Eduardo de Paula Machado.
Com a morte de Linneo em 1942, seu filho Francisco Eduardo de Paula Machado assumiu a criação dos cavalos de raça e o haras atingiu seu apogeu. As cores de sua jaqueta, ouro e costuras azuis celestes são conhecidas no mundo todo.

## Resultados
Nesses mais de 100 anos de amor e respeito ao cavalo, os resultados que vieram com muita dedicação, foram:
7 vencedores de Grande Prêmio Brasil: Albatroz (43-44); Helíaco (47-48); Orpheus (75); Aporé (79), Queen Desejada (2001) e Moryba (2010).
6 vencedores de Grande Prêmio São Paulo: Santarém (29); Formasterus (36); Albatroz (44); Tibetano (79); Canzone (2001) e Cheikh (2004).
24 vencedores de Grande Prêmio Cruzeiro do Sul - Derby Brasileiro: Gatambu (16); Hurra! (17); J´Accuse (18); Nemo (23); Questor (26); Santarem (28); Tingua (29); Xenon (32); Tia King (35); Funny Boy (37); L´atlantide (39); Criolan (42); Even Ready (44); Fontaine (45); Helíaco (47); Devon (63); Gomil (67); Orpheus (73); African Boy (79); Grison (85); Itajara (87); Vernier (98); Coray (2001)e Ivoire (2007).
11 vencedores de Grande Prêmio Derby Paulista: Xyleno (31); Young (33); Veneziano (34); Funny Boy (36); Almicar (39); Big Shot (40); Carin (41); El Faro (43); Heliaco (46); Jabuti (48) e Ninho (51).
24 Grande Prêmio Diana - Derby Feminino: Primazia (25); Sem Medo (27); Tiara (28); Sapho (29); Therezina (30); Vendome (31); Valence (32); Huran (34); Biga (40); Fontaine (45); Finesse (47); Nyx (51); Okinawa (52); Pavuna (53); Turqueza (58); Valence (60); Althea (61); Jesamine (68); Ruban Bleu (75); Apple Money (79); Fantasie (84); Virginie (98); Be Fair (2000)e Coray (2001).

## Históricos Campeões
Entre seus ganhadores vamos citar os campeões, Helíaco, Albatroz, Santarem, Funny Boy, Criolan, Even Ready, Quati, Maki, African Boy, Tibetano, El Faro, Big Shot, Siphon (reprodutor nos Estados Unidos), Baronius, Romarin e o maior de todos os tempos Itajara.